# Marguerite La Flesche
Pour les articles homonymes, voir La Flesche.
Marguerite La Flesche, mariée Picotte puis Didock (née en 1862 dans la réserve Omaha, Nebraska - décédée en 1945 à Walthill, Nebraska) est une militante pour la cause amérindienne, elle-même issue de la tribu Omaha, son père étant Joseph LaFlesche, le dernier chef Omaha reconnu. Comme son père, elle prôna l’assimilation de la culture euro-américaine par les Omahas afin de leur assurer la survie dans un monde dominé par les blancs. Dans ce but, elle va participer au programme des Field Matrons créé par le Bureau des Affaires Indiennes qui vont enseigner la culture blanche aux Amérindiennes. Véritables intermédiaire entre les Omahas et les Euro-américains, elle n’aura de cesse de défendre les intérêts des uns tout en acceptant la supériorité culturelle des autres. Elle est considérée comme l'exemple type de la "nouvelle" amérindienne passée par le moule de l'assimilation.

## Biographie

### Enfance et éducation
Marguerite La Flesche naît dans la Réserve Omaha dans le Nebraska en 1862. Elle est la fille d'un des chefs de la tribu, Joseph LaFlesche nommé Œil de Fer, et de sa première femme, Marie Hinnuagsnun Gale. Marie est la fille d'un chirurgien américain et de sa femme Iowa, Ni-co-ma. Joseph est le fils d'un négociant canadien-français de fourrures travaillant pour l'American Fur Company qui avait déjà travaillé avec les Omahas et d'autres tribus amérindiennes. Sa mère, Waoowinchtcha, était une Ponca et il est rapporté qu'elle était apparentée à Big Elk, le chef de la tribu Omaha. Ce dernier l'adopta une fois adulte et le désigna comme son successeur sous le nom d'Œil de Fer (Iron Eye en anglais). En 1853, Joseph en tant qu'un des chefs des Omahas, participa à la négociation du traité de 1854, par lequel la tribu vendit la plupart de ses terres à l'État dans le Nebraska. Il a dirigé la tribu peu après leur retrait dans la réserve, et l'a accompagné dans une importante transition vers la sédentarité.
Joseph LaFlesche est persuadé que pour survivre, les Omahas doivent assimiler le mode vie des Euro-américains. Sans cela sa tribu ne pourra revendiquer aucun droit et disparaitra. Il développe ses idées au sein d’un groupe : le Young Men’s Party.
Marguerite et sa famille cessent de vivre dans un tipi pour habiter dans une maison en bois, et Joseph convertit tous les siens au christianisme. Étant persuadé de l'importance de l'éducation de son peuple afin de pouvoir mieux revendiquer ses droits auprès des Blancs, il aide à l'installation d'une mission presbytérienne et de son école vers 1860. C'est dans cet établissement que Marguerite et sa sœur Susan vont commencer leur enseignement jusqu'à sa fermeture en 1869. Elles y apprennent les coutumes et les habitudes euro-américaines ainsi que l’anglais.
En 1879, toujours avec sa sœur Susan, et comme leur sœur Susette dix ans auparavant, Marguerite part dans l’est des États-Unis afin de continuer son éducation au sein de l’Elizabeth Institute for Young Ladies dans le New Jersey. Durant ses trois années dans cet établissement, Marguerite et Susan étudient la littérature, l’écriture, les mathématiques ainsi que la philosophie et la physiologie. Durant ces études, Marguerite développe une longue passion pour la lecture.
En 1882, Marguerite et Susan retournent dans la Réserve. Marguerite enseigne à la nouvelle école de la Réserve pendant une année.
En 1884, toujours avec Susan, elle repart dans l’est, à Hampton, Virginie, pour intégrer l’Hampton Normal and Agricultural Institute qui est à l’époque une des premières et des meilleures écoles nationales d'enseignement supérieur pour des étudiants de couleur. Les deux filles de Joseph suivent le cursus normal qui mène vers l’enseignement. Marguerite est diplômée en 1887. Lors de la cérémonie de remise des diplômes, elle lit son essais qui a été primé et qui s’intitule « Customs of Omahas ».
Susan reste dans l’est pour faire des études de médecine tandis que Marguerite décide de retourner parmi les siens dans la Réserve où elle se voit proposer un poste au sein de l’Agence Omaha. À la suite de la mort de son père en 1888, elle prend le contrôle de la gestion des affaires familiales. La même année, elle épouse Charles Picotte, un métis Sioux, qui étudiait à Hampton au même moment et qui part vivre avec elle dans le Nebraska.
En 1890, avec sa sœur Susette et son mari Thomas Tibbles, elle dénonce dans le Omaha World Herald le massacre de Wounded Knee dans la Dakota du Sud où plus de 300 Sioux, hommes, femmes, enfants confondus sont assassinés par l’armée.
Charles Picotte meurt soudainement d'une tuberculose en 1891.

### Le programme desField Matrons
En 1896, elle intègre le programme des Field Matrons mené par le Bureau des Affaires Indiennes. Le programme des Field Matrons a pour but d’ « américaniser » les sociétés amérindiennes vivant dans les Réserves. Par « américaniser » il faut comprendre : inculquer une éducation euro-américaine de type victorien. Les Field Matrons sont des femmes, pour la très grande majorité blanches, qui sont envoyées à partir de 1890 dans les Réserves pour enseigner aux Amérindiennes le mode de vie euro-américain. Le Bureau des Affaires Indiennes pense alors pouvoir éduquer l’ensemble de la population grâce aux femmes. Il désire que les Field Matrons encouragent les Amérindiennes a abandonner leur mode vie traditionnel qui est jugé par les non-Indiens comme « inféodé et dégradant ». Les femmes indiennes, ensuite, influenceraient naturellement leur mari et leurs enfants à changer leurs habitudes.
Ayant été elle-même éduquée au mode de vie blanc, Marguerite y voit une bonne manière de servir l’idéal qu’elle partageait avec son père, Joseph LaFlesche, à savoir une tribu Omaha qui serait faire face au monde blanc grâce à l’assimilation de sa culture.
Avant son arrivée, le programme est composé uniquement de femmes blanches, célibataires affiliées à des mouvements missionnaires ou d’Indiens réformistes. Des femmes convaincues et travailleuses qui malheureusement ne connaissaient pas bien la culture indiennes. Elles ont beaucoup de difficultés a créer des relations avec les Amérindiennes et doivent faire face à une résistance autant passive qu’active.
À partir de 1895, le programme commence a employer des Amérindiennes comme Field Matrons. Marguerite est la première Field Matron à être assignée à travailler chez les Omahas et est une deux seules Amérindiennes du programme. Son salaire est de 720 $. Le résultat fut plus efficace. Marguerite et ses consœurs apprennent aux femmes Omahas la cuisine et les coutumes euro-américaines, le nettoyage, la couture, des bases de menuiseries et d’élevage. Marguerite organise également des événements religieux pour favoriser la diffusion du christianisme.
Les Field Matrons rendent de nombreux rapports au Bureau des Affaires Indiennes (BAI). Ces rapports pouvaient être quotidiens, hebdomadaires, mensuels, trimestriels ou encore annuels. Le BAI a conservé seulement quatorze rapports que Marguerite La Flesche a écrit lors de son service, les autres ayant été détruits parce que jugés inutiles.
Dans un rapport de 1896, elle remarque que beaucoup de femmes progressent dans leur « américanisation ». Environ la moitié des 58 familles qu’elle visite habite dans une maison. Les autres habitent soit dans des tipis traditionnels soit dans des cabanes en rondins.
Mais tout en se félicitant des efforts réalisés par les Omahas, elle y dénonce également les conditions de vie difficiles de son peuple. Elle note, par exemple, un intérêt grandissant des Amérindiennes pour les cours de couture, tout en rendant compte de la pauvreté de la population qui ne peut pas s’acheter le matériel pour coudre.
L’année suivante, en 1897, elle complimente la bonne tenue des maisons Omahas mais soulève également la difficulté de « maintenir une telle propreté dans des maisons aussi surpeuplées ». Selon elle, aucune leçon de ménagère n’éliminera jamais la pauvreté structurelle de la Réserve qui a suivi la destruction de l’économie traditionnel.
Une autre source d’anxiété pour Marguerite La Flesche est ce qu’elle considère comme la persistance du modèle de mariage traditionnel. Son second rapport écrit à la fin de l’année 1896 décrit les conseils qu’elles prodiguent aux jeunes femmes en âge de se marier et leur explique les lois du mariage. Dans son rapport annuel de 1898-1899, elle note que les conditions sociales de sa tribu continuent a se détériorer. Elle déplore que « les jeunes hommes sont en train de tomber dans la délinquance, et, comme certaines femmes disent, une fille est à peine en sécurité même sous la protection de son père et de sa mère.»
Bien que certains membres de la communauté ne soient pas d’accord avec le point de vue Marguerite La Flesche, l’agent de la Réserve, Charles P. Mathewson, intervient pour tenter d’enrayer ce que la fille de Joseph LaFlesche considère comme « une vague d’immoralité ». Il décide de supprimer les aides à tous les Omahas qui ne respecteraient pas les nouveaux codes institués par les Field Matrons.
Bien qu’après cela, elle soit reconnu comme une personnalité importante de la tribu et comme une personne sur qui l’agent de la Réserve et le BAI peuvent compter, Marguerite s’attire naturellement l’inimitié des Omahas qui ne désirent pas assimiler la culture euro-américaine. En 1899, après son rapport, certains Omahas se plaignent de Marguerite La Flesche auprès de Charles Mathewson. L’agent de la Réserve informe le Bureau des Affaires Indiennes que des membres de la tribu sont mécontents du travail de Marguerite. Selon eux, elle serait inefficace et l’éducation de ses deux enfants interférerai dans son travail. Mais dans son rapport à Washington, Mathewson rejette les accusations portées à l’encontre de Marguerite.
Un de ses grands rôles au sein de la communauté est celui d’interprète et de traductrice. De nombreux membres de la tribu viennent la voir pour traduire les papiers officiels et se faire conseiller. Depuis 1882 et le Dawes Act, les Omahas doivent faire face à une quantité de papiers administratifs ainsi qu’a la gestion de transactions terres. Grâce à sa double culture omaha-anglaise, Marguerite La Flesche permet à son peuple de communiquer avec le gouvernement, les avocats et les spéculateurs fonciers. Tout au long de ses rapports de 1897 à 1899, elle ne cessera de rappeler l’importance pour les Field Matrons de maitriser aussi bien l’anglais que l’omaha afin de pouvoir plus facilement interagir avec les Indiens et obtenir plus facilement leur confiance qu’ils ont du mal à donner. Cette notion de biculturalisme, qui était chère à Joseph LaFlesche, ne fut que très peu entendue par le BAI. En effet, le BAI pensait qu’un quelconque emploi des langues tribales était un recul.
Trop américanisée pour certains Omahas, trop Omaha pour les Euro-américain du BAI, Marguerite La Flesche se trouve régulièrement au milieu de tensions et de conflits entre les deux camps. Elle quitte son service en 1900.

### Deuxième partie de sa vie

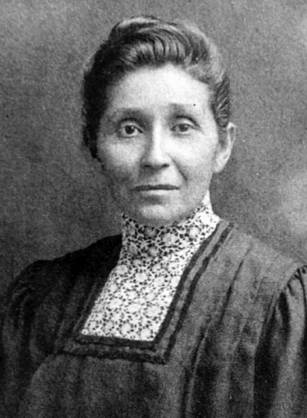
Susan La Flesche Picotte

En 1895, Marguerite La Flesche se marie avec Walter Diddock, un professeur blanc. La famille Diddock participe au développement à la petite ville de Walthill qui se situe dans la Réserve. Ils se bâtissent une grande maison avec tout le confort que Marguerite a connu dans l’est durant ses études, comme une salle de bain ; un luxe dans le Nebraska rural de l’époque.
Elle donne de son temps dans de nombreuses associations civiques telles que le Walthill Women’s Club et la Missionary Society. Avec Susan qui habite dans la même région, elle organise des concerts et des conférences. Elle s’engage passionnément dans l’établissement d’une bibliothèque dans la Réserve. Elle sert également d’interprète lors des funérailles et autres événements. Toujours avec Susan, elle conseille les jeunes couples sur les avantages du mariage officiel et organise parfois elle-même le mariage.
Bien que la plupart de ses combats aient été tourné vers l’assimilation de la culture blanche, elle tend de plus en plus la main au membre traditionnels de la tribu.
Après la mort de son mari, Walter Diddock en 1928, elle mène une vie plus recluse mais reste très impliquée dans la gestion des affaires de la tribu.

### Mort
Marguerite La Flesche Diddock décède en 1945, à l’âge de 83 ans, au Susan Picotte Mémorial Hospital, nommée ainsi en l’honneur de sa sœur.

## Famille
Marguerite La Flesche eut deux époux : Charles Picotte mort en 1891 et Walter Diddock mort en 1928. Elle eut cinq enfants avec ce dernier.
Marguerite La Flesche est issue du premier mariage de son père, Joseph LaFlesche, avec sa femme Marie Hinnuagsnun Gale. Ses frères et sœurs se nomment Louis, Susette, Rosalie et Susan. Elle a également deux demi-frères et une demi-sœur car son père se mariera avec une deuxième femme, Elizabeth Tainne Esau, avec qui il eut Francis, Lucy et Carrey.
Joseph LaFlesche encouragea l'éducation de tous ses enfants afin qu'ils apportent en retour une contribution à leur peuple. Et plusieurs d'entre-eux devinrent quelques-uns des intellectuels amérindiens les plus brillants de leur génération. En plus de Marguerite, Susette La Flesche Tibbles et Rosalie La Flesche Farley devinrent elles aussi des activistes pour la cause amérindienne et Rosalie géra les affaires financières des Omahas ; Susan La Flesche Picotte fut la première femme médecin amérindienne aux États-Unis et Francis La Flesche devint le premier ethnologue issu d'un peuple amérindien des États-Unis. Lucy La Flesche devint enseignante et fut une personnalité de sa tribu. Carrey eut aussi des responsabilités au sein de la tribu.